# Willy Laurence
Willy Laurence (3 aprile 1984) è un calciatore francese, difensore del L'Etoile de Morne-à-l'Eau.

## Caratteristiche tecniche
Gioca come difensore.

## Carriera

### Club
Ha iniziato nel Racing Club de Basse-Terre nel 2003, a 19 anni, vincendo la coppa nazionale l'anno successivo: nel 2005 si è trasferito al L'Etoile de Morne-à-l'Eau, la squadra più titolata di Guadalupa.

### Nazionale
Con la Guadalupa ha giocato 9 partite, partecipando alla CONCACAF Gold Cup 2007, competizione nella quale la selezione del Dipartimento d'Oltremare francese si classificò al terzo posto ex aequo con il Canada dopo aver perso per 1-0 contro il Messico il semifinale.

## Palmarès

### Club

#### Competizioni nazionali
- Campionato guadalupense: 2

Basse-Terre: 2004
L'Etoile de Morne-à-l'Eau: 2007
- Coppa di Guadalupa: 1

Basse-Terre: 2004